# Australian Signals Directorate
Das Australian Signals Directorate (ASD; deutsch Australisches Direktorium für Signale) ist eine Behörde für Informationssicherheit und ein Nachrichtendienst des australischen Verteidigungsministeriums mit Sitz in Canberra.
Zu den gesetzlichen Aufgaben gehört:
- der Beschaffung von Informationen mittels elektronischer Kommunikation über die Fähigkeiten, Absichten oder Aktivitäten von Personen oder Organisationen außerhalb von Australien,
- die Belieferung der australischen Regierung mit so gewonnener Informationen gemäß deren Anforderungen,
- das Liefern von Material, Beratung und sonstige Unterstützung für Commonwealth- und Landesbehörden in Fragen der Sicherheit und Integrität der Informationen, die verarbeitet, gespeichert oder mit elektronischen oder ähnlichen Mitteln kommuniziert werden,
- die Unterstützung militärischer Operationen der australischen Verteidigungsstreitkraft, (Australian Defence Force)
- die Kooperation mit der australischen Verteidigungsstreitkraft in nachrichtendienstlichen Fragen,
- die Unterstützung von Commonwealth- und staatlichen Behörden in Bezug auf Kryptographie, Computer- und Kommunikationstechnologien und andere spezialisierte Technologien die das ASD im Zusammenhang mit der Erfüllung ihrer Aufgaben erworben hat, sowie
- Hilfe bei Such- und Rettungsaktionen von Commonwealth und staatlichen Behörden.[1]

Geregelt sind diese Aufgaben im Intelligence Services Act 2001 vom 1. Oktober 2001. Den aktuellen Namen trägt die Agentur seit dem 3. Mai 2013, vorher wurde sie als Defence Signals Directorate (DSD) bezeichnet.
Die Anforderungen und Prioritäten der Informationsbeschaffung an das ASD legt das Nationale Sicherheitskomitee des australischen Kabinetts fest (National Security Committee of Cabinet).

## Department of Defence Intelligence und Security Group und andere australische Geheimdienste
Das Australian Signals Directorate gehört zur Department of Defence Intelligence und Security Group (Nachrichtendienst- und Sicherheitsgruppe des Verteidigungsministeriums) zusammen mit den beiden Nachrichtendiensten:
- Australian Geospatial-Intelligence Organisation (AGO, früher DIGO)
- Defence Intelligence Organisation (DIO)

und der vierten Agentur
- Defence Security Authority (DSA), die Sicherheitsdienstleistungen für das Ministerium erbringt.[5]

Neben militärischen Geheimdiensten unterhält die australische Regierung noch den Auslandsgeheimdienst Australian Secret Intelligence Service und den Inlandsgeheimdienst Australian Security Intelligence Organisation.

## Ausländische Kooperationen
Martin Brady, der damalige Direktor des DSD, berichtete am 16. März 1999 im Sonntagsprogramm des australischen Fernsehsenders Channel 9 TV, dass der australische Signalnachrichtendienst nicht nur mit den Commonwealth-Staaten Großbritannien, Kanada und Neuseeland eng zusammenarbeitet, sondern seit 1947 auf Basis des UKUSA-Abkommens andauernd auch mit den USA. Die auf die Abschöpfung elektronischer Kommunikation spezialisierten Nachrichtendienste dieser fünf Nationen sind auch als „Five Eyes“ bekannt. Näheres siehe UKUSA-Vereinbarung.

## Aufgabe Informationssicherheit

### Aufgabendefinition und Selbstverständnis
Auf der Webseite des Direktorates wird mitgeteilt, Cyber- und Informationssicherheit sei eine Top-Priorität der nationalen Sicherheit für Australien. Cyberangriffe auf Regierung, kritische Infrastruktur und andere Informationsnetze seien eine echte Bedrohung für Australiens nationale Sicherheit und nationale Interessen. Fast jeder Teil der Gesellschaft hänge von elektronischen Systemen und elektronisch gespeicherten Informationen ab. Das Internet helfe allen Regierungsebenen in Australien Dienste zu liefern und Geschäfte flexibel und effizient zu führen. Australiens Vertrauen in Informations- und Kommunikationstechnologie mache es aber auch anfällig für Cyberangriffe, die die Geschäfte der Regierung stören könnten. Um diesen Gefahren zu begegnen, brauche Australien die Fähigkeit eine starke Informationssicherheit zu entwickeln. Die Wirksamkeit der australischen Cyber- und Informationssicherheit beruhe auf Gesetzen, Politik, Organisation, Ausbildung und Sensibilisierung, so viel wie es auf Technik. Die australische Signals Directorate (ASD) habe eine entscheidende Rolle in der australischen Cyber- und Informationssicherheit zu spielen. Es sei die Commonwealth-Behörde für Informationssicherheit.

### Cyber Security Operations Centre
Im Januar 2010 gründete die Agentur das Cyber Security Operations Centre (Cybersicherheits Operationszentrum) mit der Aufgabe, ein umfassendes Verständnis von Sicherheitsbedrohungen im Bereich Informationstechnologie und kritische Systeme zu entwickeln, und um Reaktionen auf diese Bedrohungen von Regierung und Industrie zu koordinieren.

## Stützpunkte
- Shoal Bay Receiving Station
- Australian Defence Satellite Communications Station (Kojarena Station)
- Pine Gap

## Geschichte und frühere Namen
In der Zeit vor dem Zweiten Weltkrieg unterhielten die australische Marine, Armee und Luftwaffe Einheiten zum Abhören gegnerischer bzw. fremder Funksignale und zum Anpeilen gegnerischer bzw. fremder Einheiten.
Das Personal dieser Einheiten wurde im Zweiten Weltkrieg zusammengelegt, um General MacArthurs militärische Kampagne im Südwestpazifik durch das Abfangen und Dekodieren japanischer Funksignale zu unterstützen. Diese Vereinigung gilt als Geburtsstunde des ASD. Ab Anfang 1942 arbeiteten zu diesem Zweck australisches, amerikanisches und britisches Personal im Central Bureau in Melbourne, General MacArthurs-Zentrale, zusammen. Gleichzeitig unterstützte die gemeinsame australisch-amerikanische Flottenfunkeinheit Melbourne (FRUMEL) die 7. Flotte der US-Marine. Ende 1942 zog das Zentralbüro nach Brisbane in das neue Hauptquartier von MacArthur. Teile der Einheiten wurden im späteren Verlauf des Krieges mit ihm auf den Philippinen eingesetzt.
Am 23. Juli 1946 genehmigte die australische Regierung die Gründung eines militärischen Nachrichtendienstes auch für die Friedenszeit. Das neue Defence Signals Bureau eröffnet seine Tätigkeit am 12. November 1947 in den Albert Park Barracks in Melbourne. Seine Aufgaben war von Anfang an Nachrichtengewinnung und die Gewährleistung der Kommunikationssicherheit für Streitkräfte und Regierungsstellen. Der Dienst wurde im Oktober 1949 in Defence Signals Branch umbenannt, später im Januar 1964 in Defence Signals Division. Im Jahr 1977 wurde er reformiert und in Defence Signals Directorate umbenannt.
Im Jahr 1979 zog der Dienst vom Albert Park in ein neu gebautes Hauptquartier in der historischen Victoria-Kaserne ebenfalls in Melbourne um. Im Jahr 1986 erwarb der Dienst Australiens ersten Supercomputer, ein Cray Research System, der 1994 nach Stilllegung im Powerhouse Museum in Sydney ausgestellt wurde.
Im Juni 1988 beschloss die Regierung, dem Umzug des Dienstes in die Russell Bürogebäude in Canberra, um eine engere Zusammenarbeit mit den anderen Geheimdiensten, Verteidigungsdienststellen und Ministerien zu ermöglichen. Der Umzug wurde in zwei Phasen über Weihnachten 1991 und Weihnachten 1992 abgeschlossen. Der Minister für Verteidigung eröffnete die neuen Büros am 4. Mai 1992.
2013 erfolgte schließlich die Umbenennung in Australian Signals Directorate.